# Commissario europeo per l'azione per il clima
Il commissario europeo per l'azione per il clima è un membro della Commissione europea. L'attuale commissario è il neerlandese Wopke Hoekstra.

## Competenze
L'incarico è stato creato nel 2010, separandolo dal portfolio del Commissario europeo per l'Ambiente, per dirigere specificamente le attività volte alla lotta del cambiamento climatico.
I compiti principali del commissario per l'azione per il clima sono: 
- aiutare l'Unione europea a raggiungere i suoi obiettivi per il 2020;
- sviluppare e mettere in pratica il sistema di scambio delle quote di emissione della UE, collegandolo con gli altri sistemi di scambio di quote per costruire progressivamente un mercato mondiale di scambio di quote di emissione;
- aiutare a promuovere tecnologie a basse emissioni;
- sviluppare una base scientifica ed economica adeguata per sostenere le politiche della UE sul clima;
- contribuire a promuovere l'adattamento al cambiamento climatico all'interno dell'UE e collaborare con gli altri commissari, assicurandosi che un'attenzione ai cambiamenti climatici sia presente in tutte le politiche europee[1].

Al Commissario per l'azione per il clima fa capo la Direzione Generale per l'azione per il clima, attualmente diretta dal belga Jos Delbeke. Tale DG è stata creata a partire dalla direzione per il clima, in precedenza inserita all'interno della Direzione Generale per l'ambiente.

## Il commissario attuale
L'attuale commissario è Wopke Hoekstra; è supervisionato da Maroš Šefčovič che detiene la carica di vicepresidente esecutivo per il Green Deal europeo.

## Politiche precedenti
L'Unione europea ha messo in campo una serie di azioni riguardo al cambiamento climatico; in particolare ha firmato il Protocollo di Kyoto nel 1998, ha impostato il suo Piano di Scambio delle Emissioni nel 2005 e recentemente ha trovato un accordo per tagliare unilateralmente le sue emissioni del 20% entro il 2020.

## Lista dei commissari
|     | Nome                | Paese       | Periodo        | Commissione                  | Incarico                                                   |
| --- | ------------------- | ----------- | -------------- | ---------------------------- | ---------------------------------------------------------- |
| 1   | Connie Hedegaard    | Danimarca   | 2010-2014      | Commissione Barroso II       | Azione per il clima                                        |
| 2   | Miguel Arias Cañete | Spagna      | 2014-2019      | Commissione Juncker          | Azione per il clima ed energia                             |
| 3   | Frans Timmermans    | Paesi Bassi | 2019-2023      | Commissione von der Leyen I  | Green Deal europeo e clima                                 |
| a.i | Maroš Šefčovič      | Slovacchia  | 2023           | Commissione von der Leyen I  | Azione per il clima                                        |
| 4   | Wopke Hoekstra      | Paesi Bassi | 2023-in carica | Commissione von der Leyen I  | Azione per il clima                                        |
| 4   | Wopke Hoekstra      | Paesi Bassi | 2023-in carica | Commissione von der Leyen II | Clima, azzeramento delle emissioni nette e crescita pulita |